# محمد چرم‌شیر
محمّد چرم‌شیر (زاده ۲۱ شهریور ۱۳۳۹ تهران) نمایشنامه‌نویس، دراماتورژ و مدرس تئاتر است. او دانش‌آموختهٔ ادبیات نمایشی در دانشگاه تهران است. از محمد چرم‌شیر بیش از صد نمایشنامه به چاپ رسیده است و تعداد زیادی نمایشنامهٔ چاپ‌نشده دارد.
آثاری از او عمدتاً در ایران، ولی همچنین در ایتالیا، انگلیس، فرانسه، ترکیه و ژاپن منتشر شده یا به روی صحنه رفته است.

## زندگی و تحصیل
محمد چرم‌شیر در سال ۱۳۳۹ در تهران به دنیا آمد و پس از گذراندن دوران متوسطه در سال ۱۳۵۸ وارد دانشکده هنرهای دراماتیک تهران شد و در رشته ادبیات نمایشی مشغول به تحصیل شد.
دوران تحصیل او در دانشگاه هم‌زمان شد با جریان انقلاب در سال ۱۳۵۷ و تغییر سیاست‌گذاری‌های دانشگاهی و انقلاب فرهنگی در ایران، و تعطیلی دانشگاه‌ها؛ بنابراین او در سال ۱۳۶۶ از دانشکده هنرهای زیبای دانشگاه تهران فارغ‌التحصیل شد. او شغل اصلی‌اش معلمی بود.
خداحافظ نخستین نمایشنامه چرمشیر بود که او را به جامعه تئاتر معرفی کرد. این نمایش در سال ۱۳۶۴ در دانشگاه اجرا شد و سپس آذر ۶۶ توسط حسین جعفری در تالار قشقایی بر روی صحنه رفت و در همان سال نمایشنامه‌ای دیگر از او مسیح هرگز نخواهد گریست را جمشید اسماعیل‌خانی در تالار چهارسو به صحنه برد و چرمشیر برای اولین بار به صورت جدی مطرح شد.
تا سال ۱۳۷۰ کارگردانان مختلفی آثار این نمایشنامه‌نویس را به صحنه بردند. کارگردانانی مانند حسین عاطفی، قاسم زارع، علی امیدوار و… در همین سال بود که این نمایشنامه‌نویس برای نخستین بار با عضویت در گروه تئاتر بازی «آتیلا پسیانی» تجربه کار گروهی را نیز تجربه کرد.
او از پرکارترین نمایشنامه‌نویسان ایرانی است و صدها نمایشنامه، داستان و فیلمنامه نوشته که برخی حتی به چاپ هم نرسیده است.

## کار حرفه‌ای
سال ۱۳۶۴ برای این نمایشنامه‌نویس نقطه عطفی در آغاز فعالیت‌های حرفه‌ای به‌شمار می‌رود. در این سال نخستین تجربه نوشتاری او در قالب نمایشنامه خداحافظ در دانشگاه به صحنه رفت و دو سال بعد (۱۳۶۶) حسین جعفری از کارگردانان جوان آن سال‌های تئاتر، این نمایشنامه را در سالن قشقایی مجموعه تئاترشهر به صحنه برد. این اتفاق باعث معرفی چرمشیر به بدنه تئاتر حرفه‌ای کشور شد و در آذرماه ۱۳۶۶ جمشید اسماعیل‌خانی که در آن سال‌ها از کارگردان‌های فعال و هنرمندان شناخته‌شده عرصه تئاتر و سینمای کشور بود، نمایشنامه او به نام مسیح هرگز نخواهد گریست را در سالن چهارسو مجموعه تئاترشهر با یک گروه حرفه‌ای به صحنه برد که با اقبال بسیار خوب منتقدان و تماشاگران تئاتر کشور روبه‌رو شد.
از این سال دور دوم فعالیت‌های او آغاز شد. از سال ۱۳۶۶ تا سال ۱۳۷۰ کارگردان‌هایی چون قاسم زارع، حسین عاطفی، منیژه محامدی، علی امیدوار و تنی دیگر از کارگردانان تئاتر نمایشنامه‌های متعددی را از او به صحنه بردند. چرمشیر که تا این سال به‌صورت شخصی با گروه‌های نمایشی همکاری می‌کرد مورد توجه آتیلا پسیانی سرپرست «گروه نمایش بازی» قرار گرفت و با دعوت این بازیگر و کارگردان به‌صورت رسمی به عضویت این گروه نمایشی درآمد و تجربه فعالیت‌های گروهی را آغاز کرد.

## سبک نگارش
محمد چرمشیر سال‌های ۱۳۷۰ تا اواخر این دهه را عموماً به تولید و نگارش نمایشنامه‌ها، داستان‌ها و فیلمنامه‌های متعدد دست زد و به‌عنوان نویسنده‌ای فعال تا جایی پیش رفت که به‌زعم برخی از کارشناسان در مسیر کمی‌گرایی تا توجه به کیفیت نوشتاری قرار گرفت؛ اما ماحصل تجربه این نوشتن‌های متعدد به خلق زبان و سبکی منحصربه‌فرد در آثارش منتج شد. سبکی که هنوز هم آن را با نام «چرمشیر» در ادبیات نمایشی دوران بعد از انقلاب می‌شناسند.
سکوت به‌عنوان یکی از ابزارهای انتقال مفاهیم در ادبیات نمایشی به‌کار گرفته می‌شود. در ادبیات نمایشی ایران نیز نویسندگان از سکوت در انتقال مفاهیم استفاده کرده‌اند. یکی از این نویسندگان محمد چرمشیر است که در نمایشنامه‌هایش، برای ادامه دیالوگ‌ها و انتقال مفاهیم به کمک دیالوگ به فراخور متن‌هایش از مکث و سکوت استفاده می‌کند.

## اقتباس
نخستین تجربیات و نگارش‌های متعدد او در امر بازخوانی و اقتباس از متون بزرگ نمایشی و داستانی جهان به خلق نمایشنامه‌هایی چون پژهان‌های مردی که خانه‌اش ویران بود اقتباس از گوئرنیکا نوشته فرناندو آرابال؛ آنگاه که ماه بالا می‌آید اقتباس از از طلوع ماه‌ نوشته لیدی گریگوری؛ مضحکه‌نامه‌ی دن کیشوت لامانچایی اقتباس از رمان دن‌کیشوت نوشته سروانتس، می‌بوسمت و اشک اقتباس از نامه‌های واتسلاو هاول به همسرش الگا، آسمان روزهای برفی بازخوانی فیلم‌نامه بانی و کلاید و تنها خدا حق دارد بیدارم کند اقتباس از اسکار و خانم صورتی اثر اریک امانوئل اشمیت انجامید، که برخی از آن‌ها توسط کارگردان‌هایی چون لیلا پرویزی، قاسم زارع و محمد عاقبتی به صحنه رفت.
همچنین نمایشنامه‌هایی مانند راهبان اقتباس از رمان دیر راهبان نوشته دوکاسترو؛ اسبی که از پای نمی‌افتد بر اساس یادداشت‌های روزانه کریستف کلمب، قدم زدن روی ابر با چشمان بسته بر اساس بازخوانی یادداشت‌های روزانه ویرجینیا وولف؛ تعزیه شازده کوچولو اقتباس‌شده از شازده کوچولو نوشته آنتوان دوسنت اگزوپری و بحرالغرایب اقتباس از طوفان نوشته ویلیام شکسپیر از آثار ماندگار و موفق این نمایشنامه‌نویس در دور جدید فعالیت‌های وی بودُ که توسط کارگردان‌هایی چون فرهاد مهندس‌پور، حسین احمدی‌نسب، آروند دشت‌آرای و آتیلا پسیانی در سالن‌های مختلف نمایشی به اجرا رسید.
اما اوج فعالیت‌های این نمایشنامه‌نویس به همکاری مشترک وی با علی رفیعی در سه اثر نمایشی به نام‌های یادگار سال‌های شن، رمئو و ژولیت و در مصر برف نمی‌بارد بازمی‌گردد.

## آموزش
چرمشیر سال‌هاست به‌عنوان مدرس در دانشگاه مشغول تدریس کرده است و پس از فراغت از دانشگاه برای جوانان کلاس‌های آموزشی زیادی برپا کرده است، و همیشه سعی کرده ارتباط خود را با گروه‌های جوان حفظ کند و متن‌هایی نیز برای تجربه‌های جوان در صحنه بنویسد.
چرمشیر در حال حاضر در مؤسسه‌های مختلف مبانی نمایشنامه‌نویسی را تدریس می‌کند. او که چندان اعتقادی به تدریس نمایشنامه‌نویسی از روی متد و تکنیک‌های موجود ندارد برای ادراهٔ کلاس‌های خود شیوهٔ کارگاهی را برگزیده است. دانشجویان در حین انجام تمرین نوشتن است که در جریان درس قرار می‌گیرند.

چرمشیر دربارهٔ اون نوع از آموزش گفته است:
راستش من اعتقاد چندانی به آموزش نمایشنامه‌نویسی به‌صورتی که هم‌اکنون در سطح دانشکده‌های نمایش صورت می‌گیرد، ندارم. در این نحو از آموزش، دانشجو با چگونگی ساختمان یک نمایشنامه آشنا می‌شود. در واقع این آشنایی، آشنایی نظری با نمایشنامه، طریق نوشتن آن، و به‌طور کلی، اجزا و ارکانش است؛ اما همان‌طور که می‌دانید میان این شناخت و توانایی نوشتن فاصله‌ای هست. من تلاش می‌کنم انگیزه‌های نوشتن را در دانشجویان تقویت کنم و از راه ایجاد آن انگیزه‌ها بتوانم تجربه‌های خودم را به آن‌ها منتقل کنم. به‌نظرم می‌آید در این روش خود دانشجوست که به امر نوشتن آگاه می‌شود، آن هم به روش خودش، نه این که ما چیزهایی را که روش‌های شخصی خودمان در نوشتن است را به دانشجو منتقل کنیم. من به این که هرکس به نوع خودش، به جنس خودش، به روش خودش به امر نوشتن برسد به‌شدت اعتقاد دارم و این در واقع عامل اصلی برگزاری کلاس‌ها به صورت کارگاهی است.

## آثار

### نمایش‌نامه
محمد چرمشیر بیش از صد نمایشنامه نوشته است. وی پنجاه و چهار نمایشنامهٔ چاپ شده دارد و نمایشنامه‌هایش به زبان‌های انگلیسی آلمانی و فرانسوی ترجمه و در کشورهای ایران، آلمان، انگلستان، فرانسه، سوئد، ایتالیا، آمریکا و ارمنستان اجرا شده‌اند. همچنین هنرمندان تئاتری شاخصی در ایران متن‌های او را کارگردانی کرده و به روی صحنه برده‌اند. از جمله می‌توان به آتیلا پسیانی اشاره کرد که در سال ۱۳۷۰ در دهمین جشنواره تئاتر فجر واقعه‌خوانی جهاز جادو را در کنار آثاری نظیر سایه ماه به کارگردانی انوشیروان ارجمند، مرگ یزدگرد به نویسندگی بهرام بیضایی و کارگردانی گلاب آدینه، دلدار به نویسندگی و کارگردانی حسین نوری و مال‌کنون به نویسندگی و کارگردانی مریم معترف و عزت‌الله مهرآوران به روی صحنه برده است.

#### نمایشنامه‌های چاپ‌شده
نمایشنامه‌های منتشرشده چرمشیر عبارتند از:
| نمایشنامه‌های منتشرشدهٔ چرمشیر                                                                                         | نمایشنامه‌های منتشرشدهٔ چرمشیر | نمایشنامه‌های منتشرشدهٔ چرمشیر                               | نمایشنامه‌های منتشرشدهٔ چرمشیر | نمایشنامه‌های منتشرشدهٔ چرمشیر |
| نام | سالِ انتشار                   | ناشر                                                       | شابک                         | توضیحات |
| --- | ---------------------------- | ---------------------------------------------------------- | ---------------------------- | --- |
| خداحافظ | ۱۳۶۴                         | نشر آگاه                                                   |                              | اولین نمایشنامه |
| مسیح هرگز نخواهد گریست                                                                                               | ۱۳۶۶                         | جهاد دانشگاهی، سازمان مرکزی                                |                              | برای اولین بار به کارگردانی جمشید اسماعیل‌خانی در تالار چهارسو به‌روی صحنه رفت.                                                                |
| باغ آرزوها | ۱۳۶۶                         | جهاد دانشگاهی، سازمان مرکزی                                |                              | |
| جایی گوشه قلبم منتظر چیزی هستم                                                                                       | ۱۳۷۶                         | مجله دنیای تصویر، شماره ۵۶                                 |                              | |
| یک بوته گل برای لیلا                                                                                                 | ۱۳۷۷                         | نشر جهاد دانشگاهی                                          |                              | در سال ۱۳۷۴ نگاشته شده است |
| یک بوته گل برای لیلا                                                                                                 | ۱۳۷۷                         | مجله صحنه، شماره ۲                                         |                              | در سال ۱۳۷۴ نگاشته شده است |
| روزگار نازنین طلعت مهربان                                                                                            | ۱۳۷۷                         | مجله دنیای تصویر                                           |                              | - در سال ۱۳۷۷ نگاشته شده است - در سال ۱۳۷۷ به کارگردانی سیروس کهوری‌نژاد به‌روی صحنه رفته است                                                  |
| روزگار نازنین طلعت مهربان                                                                                            | ۱۳۸۴                         | انتشارات شورآفرین                                          | شابک ‎۹۶۴۹۶۳۷۲۴۹              | - در سال ۱۳۷۷ نگاشته شده است - در سال ۱۳۷۷ به کارگردانی سیروس کهوری‌نژاد به‌روی صحنه رفته است                                                  |
| شبانه | ۱۳۷۸                         | انتشارات صنوبر                                             | شابک ‎‎۹۶۴۹۱۶۰۸۱۷              | |
| گفت‌وگوی بی‌پایان ستاره با مادرش در وقت مردن                                                                           | ۱۳۷۸                         | انتشارات صنوبر                                             | شابک ‎‎۹۶۴۹۱۶۰۸۱۷              | در مجلد شبانه به‌چاپ رسیده است |
| روزگار و نغمه‌هایش | ۱۳۷۸                         | انتشارات صنوبر                                             | شابک ‎‎۹۶۴۹۱۶۰۸۱۷              | در مجلد شبانه به‌چاپ رسیده است |
| خواب بی‌وقت حوریه | ۱۳۷۸                         | انتشارات صنوبر                                             | شابک ‎‎۹۶۴۹۱۶۰۸۱۷              | در مجلد شبانه به‌چاپ رسیده است |
| شرحی کشاف در باب زندگی و مرگ نابه‌هنگام زنی در مطبخ                                                                   | ۱۳۷۸                         | آفتاب امروز                                                |                              | - در سال ۱۳۶۵ نگاشته شده است - در سال ۱۳۷۲ به کارگردانی مشترک حمید قطبی و سیمین خرم به‌روی صحنه رفته است                                      |
| بحرالغرائب | ۱۳۷۹                         |                                                            |                              | در کتابِ سه بازخوانی |
| مکبث | ۱۳۸۰                         | انتشارات صنوبر                                             | شابک ‎۹۷۸-۹۶۴-۶۰۵۲-۱۳-۰       | - در سال ۱۳۷۹ نگاشته شده است - اقتباس‌شده از نمایشنامه مکبث نوشته ویلیام شکسپیر - در سال ۱۳۷۹ به کارگردانی فرهاد مهندس‌پور به‌روی صحنه رفته است |
| مکبث | ۱۳۸۰                         | نشر نمایش                                                  |                              | - در سال ۱۳۷۹ نگاشته شده است - اقتباس‌شده از نمایشنامه مکبث نوشته ویلیام شکسپیر - در سال ۱۳۷۹ به کارگردانی فرهاد مهندس‌پور به‌روی صحنه رفته است |
| در قابی خالی‌مانده | ۱۳۸۰                         | نشر نیستان                                                 | شابک ‎۹۷۸-۹۶۴-۳۳۷-۰۹۶-۱       | در سال ۱۳۶۶ نگاشته شده است در مجلد گزیده ادبیات معاصر به‌چاپ رسیده است                                                                        |
| ناتمام | ۱۳۸۰                         | نشر نیستان                                                 | شابک ‎۹۷۸-۹۶۴-۳۳۷-۰۹۶-۱       | - در سال ۱۳۷۴ نگاشته شده است - در سال ۱۳۸۱ به کارگردانی آناهیتا اقبال‌نژاد به‌روی صحنه رفته است - در مجلد گزیده ادبیات معاصر به‌چاپ رسیده است   |
| ابر در فنجان | ۱۳۸۰                         | نشر نیستان                                                 | شابک ‎۹۷۸-۹۶۴-۳۳۷-۰۹۶-۱       | - در سال ۱۳۷۸ نگاشته شده است - در سال ۱۳۷۹ به کارگردانی رؤیا کاکاخانی به‌روی صحنه رفته است - در مجلد گزیده ادبیات معاصر به‌چاپ رسیده است       |
| با دهانی پر از سیب                                                                                                   | ۱۳۸۰                         | انتشارات صنوبر                                             |                              | در سال ۱۳۷۹ به کارگردانی امیر دژاکام به‌روی صحنه رفته است                                                                                     |
| روز رستاخیز | ۱۳۸۰                         |                                                            |                              | - اقتباس‌شده از محشر صغری نوشته کونویتسکی - در سال ۱۳۸۰ به کارگردانی فرهاد مهندس‌پور به‌روی صحنه رفته است                                       |
| روز رستاخیز | ۱۳۸۳                         | انتشارات دو رود                                            | شابک ‎۹۷۸-۹۶۴-۹۴۴۰۲-۴-۸       | - اقتباس‌شده از محشر صغری نوشته کونویتسکی - در سال ۱۳۸۰ به کارگردانی فرهاد مهندس‌پور به‌روی صحنه رفته است                                       |
| بانوان، آقایان | ۱۳۸۱                         | نشر کارگاه تئاتر ایران                                     |                              | در سال ۱۳۶۶ نگاشته شده است |
| پشت شیشه‌ها | ۱۳۸۱                         | انتشارات صنوبر                                             |                              | در سال ۱۳۶۵ نگاشته شده است |
| اسب | ۱۳۸۱                         | - انتشارات صنوبر - مجله سینما تئاتر                        |                              | - در سال ۱۳۶۴ نگاشته شده است - در سال ۱۳۶۹ به کارگردانی بهرام عظیم‌پور به‌روی صحنه رفته است                                                    |
| شب و گربه و زیر طاقی                                                                                                 | ۱۳۸۱                         | - انتشارات صنوبر - مجله دوران                              |                              | - در سال ۱۳۶۴ نگاشته شده است - در سال ۱۳۷۳ به کارگردانی محمد اطبایی به‌روی صحنه رفته است                                                      |
| باد اسب است | ۱۳۸۱                         | انتشارات صنوبر                                             | شابک ‎۹۷۸-۹۶۴-۶۰۵۲-۲۴-۶       | روایتی از لایه‌های زیرین ستمدیدگان اندرونی‌ها و حرم‌سراهای پادشاهی قاجار است                                                                    |
| کسی نیست همه داستان‌ها را به یاد بیاورد                                                                               | ۱۳۸۱                         | کارگاه تئاتر ایران، آیینه آفتاب کیش                        | شابک ‎۹۷۸-۹۶۴-۰۶-۲۳۲۹-۹       | در سال‌های ۱۳۸۲ و ۱۳۹۳ با کارگردانی رضا حداد اجرا شده است                                                                                     |
| فلز و شیشه | ۱۳۸۱                         | آیینه آفتاب کیش                                            | شابک ‎۹۷۸-۹۶۴-۰۶-۲۳۳۰-۵       | با عنوان فلز و شیشه: هشت نمایشنامه از گروه تاتربازی، توسط شبکه آیینه آفتاب کیش چاپ شده است                                                   |
| دیر راهبان | ۱۳۸۱                         | صنوبر                                                      | شابک ‎۹۷۸-۹۶۴-۶۰۵۲-۲۰-۸       | اقتباس از زمان فرایرا دوکاسترو |
| فاطمه عنبر | ۱۳۸۱                         | نشر روزبهان                                                | شابک ‎۹۷۸-۹۶۴-۵۵۲۹-۷۲-۵       | متشکل از چهار نمایش‌نامه است: قلاده برای یک سگ مرده، مروارید، رضا موتوری و فاطمه عنبر                                                         |
| قلاده برای یک سگ مرده                                                                                                | ۱۳۸۱                         | نشر روزبهان                                                | شابک ‎۹۷۸-۹۶۴-۵۵۲۹-۷۲-۵       | در مجلد فاطمه عنبر به‌چاپ رسیده است |
| رؤیای بسته‌شده به اسبی که از پا نمی‌افتد                                                                               | ۱۳۸۱                         |                                                            |                              | اقتباس از یادداشت‌های روزانه کریستف کلمب |
| یادگاری‌ها | ۱۳۸۱                         |                                                            |                              | |
| در مصر برف نمی‌بارد                                                                                                   | ۱۳۸۱                         |                                                            | شابک ‎۹۷۸۶۰۰۸۵۴۷۶۸۶           | |
| خاموشی ماه | ۱۳۸۱                         | کتاب صحنه (شماره ۲۰)                                       |                              | چاپ‌شده در مجله کتاب صحنه |
| یک غزل غمناک | ۱۳۸۱                         | - نشر کارگاه تئاتر ایران - مجله کارنامه، شماره اول         |                              | در سال ۱۳۶۸ نگاشته شده است |
| مروارید | ۱۳۸۱                         | نشر روزبهان                                                |                              | - در سال ۱۳۶۹ نگاشته شده است - در سال ۱۳۷۲ به کارگردانی حسین احمدی‌نسب به‌روی صحنه رفته است                                                    |
| شام آخر | ۱۳۸۱                         | کارگاه تئاتر ایران                                         |                              | - اجرای دانشجویی - در سال ۱۳۶۹ نگاشته شده است                                                                                                |
| تصویری کهنه بر قاب قدیمی                                                                                             | ۱۳۸۱                         | کارگاه تئاتر ایران                                         |                              | - در سال ۱۳۷۰ نگاشته شده است - در سال ۱۳۷۱ به کارگردانی حسین عاطفی به‌روی صحنه رفته است                                                       |
| حشمت | ۱۳۸۱                         | - کارگاه تئاتر ایران - مجله گردون، شماره ۲۰                |                              | - در سال ۱۳۷۳ نگاشته شده است - در سال‌های ۱۳۷۳ و ۱۳۷۸ به کارگردانی بهرام عظیم‌پور به‌روی صحنه رفته است                                          |
| بودن یا نبودن | ۱۳۸۱                         | کارگاه تئاتر ایران با همکاری شرکت شبکه آفتاب کیش           |                              | - در سال ۱۳۷۲ نگاشته شده است - در سال‌های ۱۳۷۲ و ۱۳۷۳ به کارگردانی آتیلا پسیانی به‌روی صحنه رفته است                                           |
| روزی از زندگی یک آدم عشق پیت                                                                                         | ۱۳۸۱                         | صنوبر                                                      |                              | - در سال ۱۳۷۲ نگاشته شده است - به کارگردانی شکوفه ماسوری به‌روی صحنه رفته است                                                                 |
| البته واضح و مبرهن است که…                                                                                           | ۱۳۸۱                         | - کارگاه تئاتر ایران - مجله سینما ـ تئاتر، سال ۴، شماره ۲۰ |                              | - اجرای دانشجویی - در سال ۱۳۷۶ در مجله سینما چاپ شده است                                                                                     |
| سه پنجره از شادی | ۱۳۸۱                         | کارگاه تئاتر ایران                                         |                              | در سال ۱۳۷۴ نگاشته شده است |
| مادرم گودزیلا | ۱۳۸۱                         | - کارگاه تئاتر ایران - مجله گزارش فیلم، سال۷، شماره ۸۹     |                              | در سال ۱۳۷۷ نگاشته شده است |
| خاموشی ماه | ۱۳۸۱                         | کارگاه تئاتر ایران                                         |                              | - در سال ۱۳۷۷ نگاشته شده است - در سال ۱۳۸۰ و ۱۳۸۱ به کارگردانی رؤیا کاکاخانی به‌روی صحنه رفته است                                             |
| شاباش خوان | ۱۳۸۱                         | صنوبر                                                      |                              | در سال ۱۳۷۸ نگاشته شده است |
| فانوس خیس | ۱۳۸۱                         | صنوبر                                                      |                              | - در سال ۱۳۷۹ نگاشته شده است - در سال ۱۳۷۹ به کارگردانی آناهیتا اقبال‌نژاد به‌روی صحنه رفته است                                                |
| آمین گفتن خفتگان در عنبر                                                                                             | ۱۳۸۱                         | صنوبر                                                      |                              | در سال ۱۳۷۸ نگاشته شده است |
| کباب قناری بر آتش سوسن و یاس                                                                                         | ۱۳۸۱                         | صنوبر                                                      |                              | در سال ۱۳۷۸ نگاشته شده است |
| بسه دیگه خفه شو! | ۱۳۸۱                         | کارگاه تئاتر ایران                                         |                              | - در سال ۱۳۸۰ نگاشته شده است - در سال ۱۳۸۱ به کارگردانی آتیلا پسیانی به‌روی صحنه رفته است                                                     |
| مادام کامیون | ۱۳۸۲                         | انتشارات دو رود                                            | شابک ‎۹۷۸-۹۶۴-۹۴۴۰۲-۱-۷       | |
| با دهان‌بند سکوت | ۱۳۸۲                         | کارگاه تئاتر ایران، آیینه آفتاب کیش                        | شابک ‎‎۹۶۴-۰۶-۴۴۱۷-x           | - در سال ۱۳۸۰ نگاشته شده است - در سال ۱۳۸۲ به کارگردانی رضا حداد به‌روی صحنه رفته است                                                         |
| هاهاها | ۱۳۸۳                         | کارگاه تئاتر ایران                                         |                              | در سال ۱۳۷۸ نگاشته شده است |
| کسی در خانه را می‌زند در ساعت پنج عصر                                                                                 | ۱۳۸۳                         | کارگاه تئاتر ایران                                         |                              | در سال ۱۳۸۱ نگاشته شده است |
| آداب متبرک سکوت | ۱۳۸۴                         |                                                            |                              | - اقتباس از شاه لیر نوشته ویلیام شکسپیر - در سال ۱۳۸۳ به کارگردانی کامبیز اسدی به‌روی صحنه رفته است                                           |
| می‌خواستم اسب باشم | ۱۳۸۴                         | انتشارات نیلا                                              | شابک ‎۹۷۸-۹۶۴-۸۵۷۳-۱۴-۵       | - متشکل از دو نمایش‌نامه است: می‌خواستم اسب باشم، نجواهای شبانه - تجدید چاپ: ۱۳۹۸ و ۱۳۹۹                                                       |
| نجواهای شبانه | ۱۳۸۴                         | انتشارات نیلا                                              | شابک ‎۹۷۸-۹۶۴-۸۵۷۳-۱۴-۵       | - در مجلد می‌خواستم اسب باشم به‌چاپ رسیده است - تجدید چاپ: ۱۳۹۸ و ۱۳۹۹                                                                         |
| کبوتری ناگهان | ۱۳۸۴                         | انتشارات نیلا                                              | شابک ‎۹۷۸-۹۶۴-۸۵۷۳-۰۵-۳       | تجدیدچاپ: ۱۳۹۸، ۱۳۹۰، ۱۳۹۲، ۱۳۹۴ و ۱۳۹۸ |
| داستان دور و دراز و فراموش‌نشدنی و سراسر پند و اندرز سفر سلطان‌ابن‌سلطان و خاقان‌ابن‌خاقان به دیار فرنگ به‌روایت مرد مشکوک | ۱۳۸۴                         | انتشارات نیلا                                              | شابک ‎۹۷۸-۹۶۴-۶۹۰۰-۶۵-۳       | - متشکل از دو نمایش‌نامه است: داستان دور و دراز… و آرامش در حضور دیگران - تجدید چاپ: ۱۳۹۳                                                     |
| آرامش در حضور دیگران                                                                                                 | ۱۳۸۴                         | انتشارات نیلا                                              | شابک ‎۹۷۸-۹۶۴-۶۹۰۰-۶۵-۳       | در مجلد داستان دور و دراز… به‌چاپ رسیده است                                                                                                   |
| سرزمین آسمان | ۱۳۸۴                         | مجله هفت                                                   |                              | بازخوانی نمایشنامه ژاک و اربابش نوشته میلان کوندرا                                                                                           |
| عاشقانه‌های صفورا | ۱۳۸۴                         |                                                            |                              | |
| دلواپس من نباش | ۱۳۸۴                         |                                                            |                              | |
| کوچه اقاقیا | ۱۳۸۴                         |                                                            |                              | |
| گذر پرنده‌ای از کنار آفتاب                                                                                            | ۱۳۸۵                         | انتشارات نیلا                                              | شابک ‎۹۷۸-۹۶۴-۶۹۰۰-۷۲-۱       | تجدید چاپ: ۱۳۸۹، ۱۳۹۱ و ۱۳۹۴ |
| مضحکه‌نامه‌ی دن کیشوت لامانچایی                                                                                        | ۱۳۸۶                         | نشر قطره                                                   | شابک ‎۹۷۸-۹۶۴-۳۴۱-۶۰۹-۶       | بازخوانی رمان دن کیشوت سروانتس |
| رقص مادیان‌ها | ۱۳۸۸                         | نشر نی                                                     | شابک ‎۹۷۸-۹۶۴-۱۸۵-۰۵۳-۳       | تجدید چاپ: ۱۳۹۰، ۱۳۹۳، ۱۳۹۴، ۱۳۹۶، ۱۳۹۷ و ۱۳۹۸                                                                                               |
| روایت عاشقانه‌ای از مرگ در ماه اردیبهشت                                                                               | ۱۳۸۸                         | نشر نی                                                     | شابک ‎۹۷۸-۹۶۴-۱۸۵-۰۵۲-۶       | تجدید چاپ: ۱۳۹۰، ۱۳۹۲، ۱۳۹۳، ۱۳۹۵ و ۱۳۹۸ |
| پدر عزیزم | ۱۳۸۸                         |                                                            |                              | عروسکی |
| حقایقی دربارهٔ یک ماهی مرده                                                                                           | ۱۳۸۹                         | انتشارات نیلا                                              | شابک ‎۹۷۸-۶۰۰-۱۲۲-۰۰۴-۳       | - متشکل از دو نمایش‌نامه است: حقایقی دربارهٔ یک ماهی مرده، آسمان روزهای برفی - تجدید چاپ: ۱۳۹۰ و ۱۳۹۴                                          |
| چشم‌های بسته از خواب                                                                                                  | ۱۳۹۱                         | انتشارات نیلا                                              | شابک ‎۹۷۸-۶۰۰-۱۲۲-۰۰۵-۰       | - متشکل از دو نمایش‌نامه است: چشم‌های بسته از خواب، عبدل‌میمون لات پاکوتاه - تجدید چاپ ۱۳۹۳ و ۱۳۹۸                                              |
| عبدل‌میمون لات پاکوتاه                                                                                                | ۱۳۹۱                         | انتشارات نیلا                                              | شابک ‎۹۷۸-۶۰۰-۱۲۲-۰۰۵-۰       | در مجلد چشم‌های بسته از خواب به‌چاپ رسیده است                                                                                                  |
| پروانه و یوغ | ۱۳۹۲                         | نشر نی                                                     | شابک ‎۹۷۸-۹۶۴-۱۸۵-۰۹۵-۳       | تجدید چاپ ۱۳۹۵ و ۱۳۹۷ |
| دیوبندان | ۱۳۹۲                         | نشر نی                                                     | شابک ‎۹۷۸-۹۶۴-۱۸۵-۲۵۹-۹       | - متشکل از سه نمایش‌نامه است: دیوبندان، زمان سکوت برای زندگان، شرفنامه یحیای تیره‌بخت - تجدید چاپ ۱۳۹۳، ۱۳۹۵ و ۱۳۹۷                            |
| شرف‌نامه یحیای تیره‌بخت                                                                                                | ۱۳۹۲                         | نشر نی                                                     | شابک ‎۹۷۸-۹۶۴-۱۸۵-۲۵۹-۹       | در مجلد دیوبندان به‌چاپ رسیده‌اند |
| زمان سکوت برای زندگان                                                                                                | ۱۳۹۲                         | نشر نی                                                     | شابک ‎۹۷۸-۹۶۴-۱۸۵-۲۵۹-۹       | در مجلد دیوبندان به‌چاپ رسیده‌اند |
| زمان سکوت برای زندگان                                                                                                | ۱۳۷۴                         | مجله نمایش                                                 |                              | در سال ۱۳۷۵ با کارگردانی سیروس کهوری‌نژاد به‌روی صحنه رفته است                                                                                 |
| | ۱۳۹۲                         | نشر نی                                                     | شابک ‎۹۷۸-۹۶۴-۱۸۵-۲۵۹-۹       | در مجلد دیوبندان به‌چاپ رسیده است |
| آخرین پر سیمرغ | ۱۳۹۲                         | نشر نی                                                     | شابک ‎۹۷۸-۹۶۴-۱۸۵-۲۵۸-۲       | - اقتباس از شاهنامه فردوسی - تجدید چاپ: ۱۳۹۳ و ۱۳۹۷                                                                                          |
| همه چیز می‌گذرد، تو نمی‌گذری                                                                                           | ۱۳۹۳                         | انتشارات نیلا                                              | شابک ‎۹۷۸-۶۰۰-۱۲۲-۰۰۶-۷       | تجدید چاپ: ۱۳۹۶ و ۱۳۹۸ |
| شبی در طهران | ۱۳۹۳                         | نشر قطره                                                   | شابک ‎۹۷۸-۹۶۴-۳۴۱-۶۰۸-۹       | تجدید چاپ: ۱۳۹۴ |
| همین امشب | ۱۳۹۳                         | انتشارات نیلا                                              | شابک ‎۹۷۸-۶۰۰-۱۲۲-۰۰۳-۶       | متشکل از دو نمایش‌نامه است: همین امشب، خواب آهسته مرگ                                                                                         |
| آسمان روزهای برفی | ۱۳۹۴                         |                                                            |                              | اقتباسی از فیلم آمریکایی بانی و کلاید به کارگردانی آرتور پن                                                                                  |
| سرگذشت عجیب خانم دبیری                                                                                               | ۱۳۹۴                         | انتشارات نیلا                                              | شابک ‎۹۷۸-۶۰۰-۱۲۲-۱۵۶-۹       | تجدید چاپ: ۱۳۹۶ و ۱۳۹۹ |
| باغبان مرگ | ۱۳۹۵                         | انتشارات نیلا                                              | شابک ‎۹۷۸-۶۰۰-۱۲۲-۱۶۰-۶       | - متشکل از چهار نمایش‌نامه است: باغبان مرگ، نامه‌هایی به تب، جاده طولانی مارپیچ و پدر عزیزم - تجدید چاپ: ۱۳۹۷                                  |
| نامه‌هایی به تب | ۱۳۹۵                         | انتشارات نیلا                                              | شابک ‎۹۷۸-۶۰۰-۱۲۲-۱۶۰-۶       | در مجلد باغبان مرگ به‌چاپ رسیده است |
| تیستو | ۱۳۹۶                         | انتشارات نیلا                                              | شابک ‎۹۷۸-۶۰۰-۱۲۲-۱۵۹-۰       | متشکل از دو نمایش‌نامه است: تیستو، تن‌تن و راز قصر مونداس                                                                                      |
| تن‌تن و راز قصر مونداس                                                                                                | ۱۳۹۶                         | انتشارات نیلا                                              | شابک ‎۹۷۸-۶۰۰-۱۲۲-۱۵۹-۰       | در مجلد تیستو به‌چاپ رسیده است |
| عصر معصومیت | ۱۳۹۷                         | نشر نو                                                     | شابک ‎۹۷۸-۶۰۰-۸۵۴۷-۷۲-۳       | اقتباس از رمان «فرانکشتاین» نوشته مری شلر |
| یوزف کا | ۱۳۹۷                         | نشر نو                                                     | شابک ‎۹۷۸-۶۰۰-۸۵۴۷-۸۶-۰       | اقتباس از رمان «محاکمه» نوشته فراش کافکا |
| آمدیم، نبودید، رفتیم                                                                                                 |                              |                                                            |                              | |
| واقعه‌خوانی جهاز جادو                                                                                                 |                              |                                                            |                              | |
| می‌بوسمت و اشک |                              |                                                            |                              | بر اساس کتاب نامه‌های واتسلاوهاول به اولگا |
| قهوه قجری |                              |                                                            |                              | |
| در مصر برف نمی‌بارد                                                                                                   | ۱۳۸۱                         |                                                            | شابک ‎۹۷۸۶۰۰۸۵۴۷۶۸۶           | |
| روز عزیز مرده |                              |                                                            |                              | |
| شاهزاده اندوه | ۱۳۹۹                         | انتشارات نیلا                                              | شابک ‎۹۷۸-۶۰۰-۱۲۲-۱۵۷-۶       | متشکل از سه نمایش‌نامه است: شاهزاده اندوه، افیلیا و مردی نشسته است بر یک چهارپایه                                                             |
| افیلیا | ۱۳۹۹                         | انتشارات نیلا                                              | شابک ‎۹۷۸-۶۰۰-۱۲۲-۱۵۷-۶       | در مجلد شاهزاده اندوه به‌چاپ رسیده است |
| مردی نشسته است بر یک چهارپایه                                                                                        | ۱۳۹۹                         | انتشارات نیلا                                              | شابک ‎۹۷۸-۶۰۰-۱۲۲-۱۵۷-۶       | در مجلد شاهزاده اندوه به‌چاپ رسیده است |
| بانوان، آقایان |                              |                                                            |                              | |
| یک دقیقه و سیزده ثانیه                                                                                               | ۱۳۹۹                         | انتشارات نوآزما                                            | شابک ‎۹۷۸-۶۰۰-۹۷۹۶۴-۴-۱       | نویسندگی مشترک با بهمن عباس‌پور و شهرام گیل‌آبادی                                                                                              |
| خاموشی ماه |                              |                                                            |                              | |

«چهار قطعه برای چهارراه» هم در شمارهٔ ۱۵ دفترهای تآتر انتشارات نیلا منتشر شده است.

#### نمایشنامه‌های چاپ‌نشده
آثار چرمشیر بسیار زیادند و این نویسنده هر ساله چند نمایشنامه در حال اجرا داشته است. اما تعداد آثار چاپ‌شده از او به‌طرز قابل‌توجهی کمتر از آثار چاپ‌شده هستند. این موضوع مخصوصاً دربارهٔ نمایشنامه‌های قدیمی‌تر او صادق است؛ داستان‌هایی از قبیل دادگاه نورنبرگ، خروس و روباه، قتل در پیاده‌رو، برجاماندگان یحیی، حریم خلوت دل، داستان کوتاه شب گل و فیلمنامه من آن ستاره را دیدم.
برخی آثار چاپ نشده چرمشیر عبارتند از:
|           | نمایشنامه‌های منتشرنشدهٔ چرمشیر                     | نمایشنامه‌های منتشرنشدهٔ چرمشیر                                   |
| سال نگارش | نام                                               | توضیحات                                                         |
| --------- | ------------------------------------------------- | --------------------------------------------------------------- |
| ۱۳۶۲      | دادگاه نورنبرگ                                    |                                                                 |
| ۱۳۶۳      | خروس و روباه                                      |                                                                 |
| ۱۳۶۳      | قتل در پیاده‌رو                                    |                                                                 |
| ۱۳۶۳      | حریم خلوت دل                                      |                                                                 |
| ۱۳۶۵      | شرحی کشاف در باب زندگی و مرگ نابهنگام زنی در مطبخ |                                                                 |
| ۱۳۶۶      | برجاماندگان یحیی                                  |                                                                 |
| ۱۳۶۷      | چکامه نخست (صفر)                                  |                                                                 |
| ۱۳۶۷      | باز باران                                         |                                                                 |
| ۱۳۶۷      | تراژدی                                            |                                                                 |
| ۱۳۶۸      | من اشتباه کردم                                    |                                                                 |
| ۱۳۶۹      | متوری                                             | در سال ۱۳۶۹، با کارگردانی شهره لرستانی به‌روی صحنه رفته است.     |
| ۱۳۷۰      | وصله بر سوسوی فانوس نیاویخته بر این درخت زیتون    |                                                                 |
| ۱۳۷۰      | بی‌بی سرباز ول                                     |                                                                 |
| ۱۳۷۱      | تنگنا                                             |                                                                 |
| ۱۳۷۱      | غزل در حریر                                       | در سال ۱۳۷۳ به کارگردانی سیروس کهوری‌نژاد به‌روی صحنه رفته است    |
| ۱۳۷۳      | ساعت مکاشفه (افسانه ماه رنگ پریده)                |                                                                 |
| ۱۳۷۳      | چهل گیس                                           |                                                                 |
| ۱۳۷۳      | شهود                                              |                                                                 |
| ۱۳۷۴      | وقتی که شهر شلوغ می‌شه قورباغه…                    |                                                                 |
| ۱۳۷۴      | خلوتگاه                                           |                                                                 |
| ۱۳۷۴      | دوچرخه و سیرک                                     |                                                                 |
| ۱۳۷۵      | تو را دریا خوابی است                              | در همان سال، به کارگردانی امیر دژاکام به‌روی صحنه رفته است       |
| ۱۳۷۵      | آبی که گاوی خورد شیر می‌شود                        | در همان سال، به کارگردانی آتیلا پسیانی به‌روی صحنه رفته است      |
| ۱۳۷۶      | کوچه اقاقیا                                       | در سال ۱۳۷۹ به کارگردانی حسین محب‌اهری به‌روی صحنه رفته است       |
| ۱۳۷۷      | رضا موتوری                                        | در همان سال، به کارگردانی معصومه تقی‌پور به‌روی صحنه رفته است     |
| ۱۳۷۷      | عاشق کشون                                         | در همان سال، به کارگردانی سیاوش طهمورث به‌روی صحنه رفته است      |
| ۱۳۷۸      | در شب سرد زمستانی                                 |                                                                 |
| ۱۳۷۸      | دشنه و دل                                         |                                                                 |
| ۱۳۷۹      | سفرنامه مرجان (ما بودیم که آن‌ها آمدند)            |                                                                 |
| ۱۳۸۰      | زمین صفر                                          | در سال ۱۳۸۳ به کارگردانی آتیلا پسیانی به‌روی صحنه رفته است       |
| ۱۳۸۲      | خم می‌شوم و ماه را می‌بوسم                          | در سال ۱۳۸۵ به کارگردانی آروند دشت‌آرای به‌روی صحنه رفته است      |
| ۱۳۸۳      | دلواپس اشک‌های من نباش                             |                                                                 |
| ۱۳۸۵      | بر بال‌های کلاغ شب                                 | بازخوانی یادداشت‌های فروید                                       |
|           | عرق خورشید، اشک ماه                               |                                                                 |
|           | هملت                                              |                                                                 |
|           | بیتل‌ها                                            |                                                                 |
|           | کالیگولا، شاعر خشونت                              |                                                                 |
|           | با سکوت در خوابی کوتاه                            | عروسکی                                                          |
|           | ساز سحرآمیز                                       | عروسکی                                                          |
|           | (نفرین) یا پژهان‌های مردی که خانه‌اش ویران بود،     | اقتباس از گوئرنیکا نوشته آرابال                                 |
|           | بهجت                                              |                                                                 |
|           | تنها خدا حق دارد بیدارم کند                       | اقتباسی از داستان اسکار و مامان صورتی نوشته اریک ایمانویل اشمیت |
|           | دیگر کدام ما زندگی کردن را دوست دارد؟             |                                                                 |
|           | سگ‌دو                                              |                                                                 |
|           | اصفهان، شهر بچه‌های لهستان                         |                                                                 |
|           | بوی خواب                                          |                                                                 |
|           | روزهای شیشه‌ای                                     |                                                                 |
|           | خانه‌ای در انتهای خیابان بهار                      |                                                                 |
|           | من باید برم، خیلی دیرم شده                        |                                                                 |
|           | مرغ‌هایی که از تخم‌مرغ‌های پخته به دست می‌آیند        |                                                                 |
|           | فانوس خیس                                         |                                                                 |
|           | آنگاه که ماه بالا می‌آید                           |                                                                 |
|           | قدم زدن روی ابر با چشمان بسته                     |                                                                 |
|           | مرگ و پنگوئن                                      |                                                                 |

### مقاله‌ها
برخی از مقاله‌های چرمشیر عبارتند از:
- «صورت خوان (۱)»، مجله ادبیات داستانی، بهار ۱۳۷۶، شماره ۴۲ (صص ۴۵–۴۰)[۴۴]
- «شرف‌نامه یحیی تیره بخت»، مجله نمایش، مرداد ۱۳۷۷، شماره ۶ (صص ۷۲–۷۷)[۴۵]
- «نسلی که سر از غار بیرون می‌کند»، مجله کتاب صحنه، تابستان ۱۳۷۷، شماره ۲ (صص ۴۳–۲۸)[۴۶]
- «یک بوته گل برای لیلا»، مجله کتاب صحنه، تابستان ۱۳۷۷، شماره ۲ (صص ۱۴۴–۱۳۶)[۴۷]
- «دفتر نمایشنامه: اسب»، مجله سینما تئاتر، آبان ۱۳۷۷، شماره ۲۵ (صص ۶۳–۶۰)[۴۸]
- «به‌مناسبت برگزاری هشتمین همایش نمایشگران سوره: همایش هشتم»، مجله: کتاب صحنه، پاییز ۱۳۷۷، شماره ۳ (صص ۳۷–۳۶)[۴۹]
- «میراث زنده»، مجله کتاب صحنه، پاییز ۱۳۷۷، شماره ۳ (صص ۱۴۶–۱۶۳)[۵۰]
- «کتابگزاری»، مجله کتاب صحنه، پاییز ۱۳۷۷، شماره ۳ (صص ۱۸۵–۱۸۲)[۵۱]
- «گفتگوی بی‌پایان مادر ستاره»، هنگام مرگ، مجله ادبیات داستانی، زمستان ۱۳۷۷، شماره ۴۵ (صص ۳۷–۳۴)[۵۲]
- «مرغ‌هایی که از تخم‌مرغ‌های پخته به‌دست می‌آیند»، مجله کتاب صحنه، زمستان ۱۳۷۷، شماره ۴ (صص ۲۶۸–۲۶۱)[۵۳]
- «کتابگزاری»، مجله کتاب صحنه، زمستان ۱۳۷۷، شماره ۴ (صص ۲۳۲–۲۲۸)[۵۴]
- «قلاده برای یک سگ مرده»، مجله بایا، فروردین و اردیبهشت و خرداد ۱۳۷۹، شماره ۱۰، ۱۱ و ۱۲ (صص ۵۹–۵۵)[۵۵]
- «از مرگ حرف نزنیم، آینه در راه است؛ یاد جمیله شیخی»، مجله کتاب صحنه، پاییز ۱۳۷۹، شماره ۹ و ۱۰ (صص ۲۵–۲۴)[۵۶]
- «عبور از غبار به بهانه شب سیزدهم»، مجله کتاب صحنه، پاییز ۱۳۷۹، شماره ۹ و ۱۰ (صص ۹۰–۸۸)[۵۷]
- «سکوت متعارف گروهی غیرمتعارف، نگاهی به شکسپیر آوریل ۱۹۹۹»، مجله: کتاب صحنه، پاییز ۱۳۷۹- شماره ۹ و ۱۰ (صص ۹۲–۹۰)[۵۸]
- «زمان برای سکوت زندگان»، مجله نمایش، فروردین و اردیبهشت ۱۳۸۰، شماره ۳۸ و ۳۹ (صص ۹۹–۹۳)[۵۹]
- من نمایشنامه‌نویس و رمان و قصه، مجله ادبیات داستانی، آبان و آذر ۱۳۸۰، شماره ۵۷ (صص ۲۷–۲۶)[۶۰]
- «نمایشنامه‌ها: خاموشی ماه»، مجله کتاب صحنه، مرداد ۱۳۸۱، شماره ۲۰ (صص ۶۹–۶۴)[۶۱]
- «نمایشنامه کوتاه/گفتگوی نه چندان طولانی عصر»، مجله کتاب صحنه، مهر و آبان ۱۳۸۲، شماره ۳۱ (ص ۴۷)، نویسنده: خرقانی، علی‌رضا؛ چرمشیر، محمد[۶۲]
- «بازخوانی نمایش‌نامه ژاک و اربابش نوشته میلان کوندرا: سرزمین آسمان»، مجله هفت، اردیبهشت ۱۳۸۵، شماره ۲۸ (صص ۷۳–۶۸)[۶۳]
- «درس‌های «سهراب‌کشی»، مجله سیمیا، زمستان ۱۳۸۶، شماره ۲ (صص ۱۳۵–۱۲۹)[۶۴]
- «بیضایی ناشناخته»، مجله سیمیا، زمستان، ۱۳۸۶ شماره ۲ (صص ۷۰–۶۵)[۶۵]

### هجویه
- «البته واضح و مبرهن است که…» (یک هجویه طربناک)، مجله سینما تئاتر، فروردین ۱۳۷۶، شماره ۲۰ (صص ۸۷–۸۳)[۶۶]

### مصاحبه
- بازی آدم بزرگ‌ها، مجله هفت، بهمن ۱۳۸۲، شماره ۸ (صص ۵۶–۶۵)؛ (مصاحبه‌کننده: اسلامی، مجید؛ ملکوتی، بی تا؛ مصاحبه‌شونده: پسیانی، آتیلا؛ چرمشیر، محمد)[۶۷]

### فیلم‌نامه
- من آن ستاره را دیدم (فیلم‌نامه)[۶۸]
- صبح چهلمین روز (فیلم‌نامه)[۶۸]

### داستان
- شب گل (داستان کوتاه)، ۱۳۵۸[۶۸]
- اول خیابون قنات (۱۴۰۳)

### آثار دیگر
- رادی‌نامه؛ دفتر نخست: تک‌گویی‌هایی براساس آثار اکبر رادی (مجموعه نویسندگان)، ۱۴۰۲، شابک ‎۹۷۸–۶۰۰۷۸۲۶۸۸۱
- تنها روی صحنه، ۱۳۹۵[۶۹]

## اجراها
نمایشنامه‌های چرمشیر را کارگردانانی مانند علی رفیعی، آتیلا پسیانی، فرهاد مهندس‌پور، حسن معجونی، محمد عاقبتی، عباس غفاری، رضا حداد و… روی صحنه برده‌اند و شماری از بازیگران شناخته‌شده نظیر رضا کیانیان، رؤیا تیموریان، سیامک صفری، سهیلا رضوی، پانته‌آ بهرام، علیرضا خمسه، افشین هاشمی، هدایت هاشمی، ستاره اسکندری، نوید محمدزاده، ستاره پسیانی، نگار عابدی، بابک حمیدیان، داریوش موفق، هومن برق‌نورد و علی سلیمانی و… شخصیت‌های آثار او را جان بخشیده‌اند.
در زیر فهرستی از اجراهای صحنه‌ای نمایشنامه‌های چرمشیر آمده است:
| نمایش‌ها                                    | نمایش‌ها           | نمایش‌ها                                    | نمایش‌ها      | نمایش‌ها                                               |
| نام نمایش                                  | کارگردان          | مکان اجرا                                  | زمان اجرا    | توضیحات                                               |
| ------------------------------------------ | ----------------- | ------------------------------------------ | ------------ | ----------------------------------------------------- |
| خداحافظ                                    |                   |                                            | ۱۳۶۴         | گروه دانشجویی                                         |
| خداحافظ                                    | حسین جعفری        | تئاتر شهر (تالار قشقایی)                   | ۱۳۶۷         |                                                       |
| برجاماندگان یحیی                           | حسین جعفری        |                                            | ۱۳۶۶         |                                                       |
| چکامه نخست (صفر)                           | حسین عاطفی        |                                            | ۱۳۶۷         |                                                       |
| شهود                                       | مریم کاظمی        | تئاتر شهر (تالار کوچک)                     | ۱۳۷۷         |                                                       |
| مسیح هرگز نخواهد گریست                     | جمشید اسماعیل‌خانی | تالار چهارسو                               | ۱۳۶۶         |                                                       |
| مسیح هرگز نخواهد گریست                     | مهدی احمدی آزرم   | مجتمع فرهنگی و هنری آیت‌الله بهاری شهر بهار | اسفند ۱۴۰۰   | گروه نمایشی روزنه آبی                                 |
| مسیح هرگز نخواهد گریست                     | میثم ملازینل      |                                            | ۱۳۸۴         | ششمین همایش تئاتر جوان استان قزوین                    |
| گریه در آب                                 | حسین خلیلی‌فر      |                                            | ۱۳۶۶         |                                                       |
| برجاماندگان یحیی                           | حسین جعفری        |                                            | ۱۳۶۶         |                                                       |
| چکامه نخست (صفر)                           | حسین عاطفی        |                                            | ۱۳۶۷         |                                                       |
| اسماعیل اسماعیل                            |                   |                                            | ۱۳۶۹         |                                                       |
| متوری                                      | شهره لرستانی      |                                            | ۱۳۶۸         |                                                       |
| واقعه‌خوانی جهاز جادو                       | آتیلا پسیانی      |                                            | ۱۳۷۰         | دهمین جشنواره تئاتر فجر، اولین همکاری با آتیلا پسیانی |
| یادگار سال‌های شن                           | علی رفیعی         |                                            | ۱۳۷۱         |                                                       |
| تعزیه شازده کوچولو                         | حسین احمدی‌نسب     |                                            | ۱۳۷۱         |                                                       |
| بودن یا نبودن                              | آتیلا پسیانی      |                                            | ۱۳۷۲         |                                                       |
| مرغ‌هایی که از تخم‌مرغ‌های پخته به دست می‌آیند | سیروس کهوری‌نژاد   | تئاتر شهر                                  | ۱۳۷۶         | نهمین جشنواره نمایش‌های سنتی و آیینی                   |
| شهود                                       | مریم کاظمی        | تئاترشهر (تالار شماره دو)                  | ۱۳۷۷         |                                                       |
| ساز سحرآمیز                                | ستاره پسیانی      | تئاتر شهر (سالن اصلی)                      | ۱۳۷۷         | جشنواره عروسکی                                        |
| رومئو و ژولیت                              | علی رفیعی         |                                            | ۱۳۷۹         |                                                       |
| می‌بوسمت و اشک                              | محمد عاقبتی       |                                            | ۱۳۸۱         |                                                       |
| می‌بوسمت و اشک                              | محمد عاقبتی       | آلمان                                      | ۱۳۸۳         | فستیوال جهانی «دیس بادن»                              |
| در مصر برف نمی‌بارد                         | علی رفیعی         |                                            | ۱۳۸۲         |                                                       |
| بحرالغرایب                                 | آتیلا پسیانی      |                                            | ۱۳۸۲         |                                                       |
| اسبی که از پای نمی‌افتد                     | آروند دشت‌آرای     |                                            | ۱۳۸۳         | گروه تئاتر ویرگول                                     |
| من باید برم، خیلی دیرم شده                 | محمد عاقبتی       |                                            | ۱۳۸۳         | بیست و سومین جشنواره تئاتر فجر                        |
| من باید برم، خیلی دیرم شده                 | محمد عاقبتی       | کارگاه نمایش تئاتر شهر                     | ۱۳۸۴         |                                                       |
| من باید برم، خیلی دیرم شده                 | جلیله هیبتان      | سالن استاد انتظامی، خانه هنرمندان          | ۱۳۸۹         | تلفیقی از تئاتر زنده و عروسکی                         |
| روزهای شیشه‌ای                              | سجاد افشاریان     | تالار استاد هودی، شیراز                    | ۱۳۹۰         |                                                       |
| روزهای شیشه‌ای                              | سجاد افشاریان     | سالن استاد انتظامی، خانه هنرمندان          | ۱۳۹۱         |                                                       |
| روزهای شیشه‌ای                              | ایمان دبیری       | تماشاخانه استاد سپاسدار، شیراز             | ۱۳۹۶         |                                                       |
| روزهای شیشه‌ای                              | یاسر عودی         | پردیس تئاتر مستقل                          | ۱۳۹۸         |                                                       |
| بوی خواب                                   | سهراب سلیمی       | تئاتر شهر (تالار قشقایی)                   | ۱۳۹۶         |                                                       |
| اصفهان، شهر بچه‌های لهستان                  | رکسانا مهرافزون   | پلاتو اجرای تئاتر شهر                      | آذر ۱۳۹۶     |                                                       |
| سگ‌دو                                       | عباس غفاری        | تئاتر شهر (سالن سایه)                      | ۱۳۹۸         |                                                       |
| گفت‌وگوی بی‌پایان ستاره با مادرش در وقت مردن |                   |                                            | ۱۳۹۶         | هفدهمین جشنواره بین‌المللی نمایش عروسکی تهران مبارک    |
| دیگر کدام ما زندگی کردن را دوست دارد؟      | عباس غفاری        | تئاتر شهر (سالن سایه)                      | ۱۳۹۲         |                                                       |
| تنها خدا حق دارد بیدارم کند                | محسن عمادی        | خمینی‌شهر                                   | ۱۳۹۶         |                                                       |
| تنها خدا حق دارد بیدارم کند                | محمد عاقبتی       | تماشاخانه هامون، رشت                       | ۱۳۹۶         |                                                       |
| تنها خدا حق دارد بیدارم کند                | شاهین رمضانپور    | تماشاخانه سه نقطه                          | ۱۳۹۶         |                                                       |
| تنها خدا حق دارد بیدارم کند                | عسل نائینی‌نژاد    | سمنان                                      | ۱۴۰۲         | نمایشنامه‌خوانی                                        |
| خانه‌ای در انتهای خیابان بهار               | ندا هنگامی        | تماشاخانه ایرانشهر                         | ۱۳۹۵         |                                                       |
| بهجت                                       | زهرا صبری         | فرهنگسرای نیاوران (سالن گوشه)              | ۱۳۹۲         |                                                       |
| بهجت                                       | حسین حسام‌نژاد     | دامغان                                     | ۱۴۰۰         | تئاتر مقاومت دامغان                                   |
| شرف‌نامه یحیای تیره‌بخت                      |                   |                                            | ۱۳۷۴         |                                                       |
| زمان سکوت برای زندگان                      | سیروس کهوری‌نژاد   | تئاترشهر (تالار چهارسو)                    | بهمن ۱۳۷۴    |                                                       |
| آسمان روزهای برفی                          | محمد عاقبتی       |                                            | ۱۳۸۷         | بیست و هفتمین جشنواره بین‌المللی تئاتر فجر             |
| آسمان روزهای برفی                          | مهیار عسگری       |                                            | ۱۳۹۲         | سی و دومین جشنواره بین‌المللی تئاتر فجر                |
| سرگذشت عجیب خانم دبیری                     | آروند دشت‌آرای     |                                            | ۱۳۹۰         | مونولیو                                               |
| یوزف کا                                    | مهدی جعفری        | تماشاخانه مهر شهرکرد                       | ۱۴۰۰         |                                                       |
| روز رستاخیز                                | فرهاد مهندس‌پور    | تئاترشهر (تالار قشقایی)                    | ۱۳۸۱         |                                                       |
| آمدیم، نبودید، رفتیم                       | رضا حداد          |                                            | ۱۳۹۰         |                                                       |
| قلاده‌ای برای سگ مرده                       | آتیلا پسیانی      | تئاتر شهر                                  | ۱۳۷۹         |                                                       |
| قلاده‌ای برای سگ مرده                       | شیرین سامی        | آمفی‌تئاتر اداره ارشاد، بندرانزلی           | ۱۳۹۶         |                                                       |
| قلاده‌ای برای سگ مرده                       | شاهپور قپانوری    | همدان                                      | مرداد ۱۳۹۷   | گروه میلاد                                            |
| قلاده‌ای برای سگ مرده                       | رضا همتی          | پردیس تئاتر تهران                          | ۱۳۹۹         |                                                       |
| قلاده‌ای برای سگ مرده                       | محمد فرامرزی      | پلاتوی حیاتی مهر، کرج                      | ۱۴۰۱         |                                                       |
| قلاده‌ای برای سگ مرده                       | حامد هادوی        | صحنه آبی، تهران                            | ۱۴۰۲         |                                                       |
| قلاده‌ای برای سگ مرده                       | مهردادخان         | فرهنگسرای بهاران، نصیر شهر                 | ۱۴۰۲         |                                                       |
| شاهزاده اندوه                              | محمد عاقبتی       | سالن شماره ۲ تماشاخانه سپند                | ۱۳۹۸         |                                                       |
| عرق خورشید، اشک ماه                        | آتیلا پسیانی      | سالن اصلی تئاتر شهر                        | آبان ۱۳۹۲    |                                                       |
| خواب بی‌وقت حوریه                           |                   |                                            | ۱۳۷۲         | جشنواره دفاع مقدس                                     |
| خواب بی‌وقت حوریه                           | عباس غفاری        | تئاتر شهر، کارگاه نمایش                    | ۱۳۸۷         | سی و نهمین دوره از جشنواره تئاتر فجر                  |
| پشت شیشه‌ها                                 | فرهاد طوفان       | تماشاخانه سه نقطه                          | ۱۳۹۵         |                                                       |
| یک دقیقه و سیزده ثانیه                     | شهرام گیل‌آبادی    | پردیس تئاتر شهرزاد                         | ۱۳۹۷         |                                                       |
| هملت                                       | رضا گوران         | تماشاخانه ایرانشهر (سالن استاد سمندریان)   | ۱۳۹۱         |                                                       |
| بیتل‌ها                                     | نینا نفیسی        | فرهنگسرای نیاوران                          | ۱۳۹۵         |                                                       |
| کالیگولا، شاعر خشونت                       | آتیلا پسیانی      | تالار شماره دو تئاترشهر                    | ۱۳۸۱         | توسط گروه تئاتر بازی                                  |
| کالیگولا، شاعر خشونت                       | آتیلا پسیانی      |                                            | ۱۳۸۲         |                                                       |
| آرامش در حضور دیگران                       | عباس غفاری        |                                            | ۱۳۹۲         | سی و دومین جشنواره تئاتر فجر                          |
| باغبان مرگ                                 | آروند دشت‌آرای     | تماشاخانه ایرانشهر                         | ۱۳۹۲         | سی و دومین جشنواره بین‌المللی تئاتر فجر                |
| کسی نیست همه داستان‌ها را به یاد آورد       | رضا حداد          | سالن سایه                                  | ۱۳۸۲         |                                                       |
| دیر راهبان                                 | فرهاد مهندس‌پور    | سالن سایه                                  | ۱۳۸۰         |                                                       |
| رؤیای بسته‌شده به اسبی که از پا نمی‌افتد     | آروند دشت‌آرای     | کارگاه نمایش تئاتر شهر                     | ۱۳۸۴         |                                                       |
| فاطمه عنبر                                 | آتیلا پسیانی      |                                            | ۱۳۷۳         | جشنواره بین‌المللی تئاتر فجر                           |
| یادگاری‌ها                                  | رؤیا کاکاخانی     | سالن کوچک                                  | ۱۳۸۱         |                                                       |
| یادگاری‌ها                                  | آرش بنایی زنوزی   |                                            | ۱۳۹۱         | شانزدهمین جشنواره بین‌المللی تئاتر دانشگاهی            |
| با دهان‌بند سکوت                            | رضا حداد          | تالار نو تئاتر شهر                         | ۱۳۸۳         |                                                       |
| با دهان‌بند سکوت                            | رضا حداد          | لهستان                                     | ۱۳۹۵         | المپیک تئاتر ۲۰۱۶ لهستان                              |
| روزگار نازنین طلعت مهربان                  | سیروس کهوری‌نژاد   |                                            | ۱۳۷۷         | شانزدهمین جشنواره سراسری تئاتر فجر                    |
| نجواهای شبانه                              | عباس غفاری        | تئاترشهر (تالار کوچک)                      | ۱۳۸۵         |                                                       |
| آخرین پر سیمرغ                             | اشتفان وایلند     | تالار اصلی تئاترشهر                        | ۱۳۸۸         |                                                       |
| پروانه و یوغ                               | آروند دشت‌آرای     | کارگاه نمایش                               | ۱۳۸۴         | کار مشترک ایران وفرانسه                               |
| پروانه و یوغ                               | مراد اسکندری      | تماشاخانه مشایخی                           | ۱۳۹۶         |                                                       |
| پروانه و یوغ                               | امیرمحمد دشتگلی   | تئاتر شهر (تالار سایه)                     | ۱۴۰۲         |                                                       |
| همین امشب                                  | بهنام پناهی       | سالن استاد صادقی تبریز                     | ۱۳۹۶         |                                                       |
| همین امشب                                  | مهدی ملکی         |                                            | دی ۱۳۹۷      |                                                       |
| عبدل‌میمون لات پاکوتاه                      | کهبد تاراج        | تماشاخانه سنگلج                            | ۱۳۹۷         |                                                       |
| مادام کامیون                               | مهدی گلیج         | خانه نمایش شماره دو                        | ۱۳۹۱         |                                                       |
| تیستو                                      | محمد عاقبتی       | تماشاخانه ایرانشهر                         | ۱۳۸۹         |                                                       |
| روز عزیز مرده                              | عباس غفاری        |                                            | ۱۳۹۴         | جشنواره مونولیو                                       |
| بحرالغرایب                                 | آتیلا پسیانی      | تئاتر شهر                                  | مهر ۱۳۸۲     | جشنواره نمایش‌های آیینی وسنتی                          |
| شبی در طهران                               | گلاب آدینه        |                                            | آذر ۱۳۷۷     | گروه مروارید                                          |
| خاموشی ماه                                 | رویا کاکاخانی     |                                            | خرداد ۱۳۸۱   | گروه نردبان                                           |
| فانوس خیس                                  | آناهیتا اقبال‌نژاد | تئاترشهر (سالن کوچک)                       | آبان ۱۳۷۹    |                                                       |
| باز باران                                  | علی امیدوار       |                                            | شهریور ۱۳۶۹  | جشنواره بین‌المللی تئاتر فجر                           |
| حشمت                                       | بهرام عظیم پور    |                                            | فروردین ۱۳۷۷ | جشنواره بین‌المللی تئاتر فجر                           |
| باغ آلبالو                                 | آتیلا پسیانی      |                                            | مهر ۱۳۹۴     |                                                       |
| همه چیز می‌گذرد تو نمی‌گذری                  | محمدرضا حیدری     |                                            | مرداد ۱۳۹۷   |                                                       |
| یادگار سال‌های شن                           | علی رفیعی         |                                            |              |                                                       |
| مرگ و پنگوئن                               | پیام دهکردی       | تئاترشهر (تالار چهارسو)                    | شهریور ۱۳۹۷  |                                                       |

## جایزه‌ها
- لوح تقدیر هفتاد و پنجمین زادروز اکبر رادی[۱۵۱]
- مدال نوشین، ۱۳۸۳[۱۵۲]
- نمایشنامه برگزیده سی و نهمین جشنواره تئاتر فجر برای نمایش سگدو، ۱۳۹۹[۱۵۳]
- جایزه بهترین نمایشنامه به‌خاطر نمایشنامه روزگار و نغمه‌هایش در دومین دوره جشنواره تئاتر مقاومت، ۱۴۰۱[۱۵۴]